# Ron Riddle
Ron Riddle (New York, 4 febbraio 1953) è un batterista statunitense, noto principalmente come compositore di colonne sonore.

## Biografia
Dopo un anno di studi musicali alla Wright State University, proseguì la formazione al Berklee College of Music di Boston, specializzandosi in arrangiamento e composizione. Nel corso della sua carriera ha ricoperto il ruolo di batterista e percussionista in tredici formazioni musicali, tra cui orchestre sinfoniche, compagnie d'opera, ensemble jazz di varia dimensione e gruppi rock. 
In seguito, Riddle entrò a far parte del gruppo rock progressivo Happy the Man, sotto contratto con l'etichetta Arista Records. La band avviò le sessioni di registrazione a Los Angeles con il produttore Ken Scott. Da queste sessioni nacque l'album"Crafty Hands", che ricevette un'accoglienza favorevole da parte della critica.
Mentre lavorava ad un album per la CBS, è stato contattato dal chitarrista rock Buck Dharma dei Blue Öyster Cult. A Ron è stato chiesto di unirsi alla band per un tour mondiale come batterista di questa rock band, della quale fu membro fino al 1991. Per anni Ron ha suonato la batteria con i "Blue Öyster Cult".
Nel 1991 si unì al bassista Stuart Hamm e al chitarrista Alex Skolnick nell'album solista di Hamm Kings of Sleep e per un tour negli Stati Uniti. Poi, nel 1994, ha collaborato con il cantautore israeliano David Broza come batterista per supportare il suo tour americano.
La carriera in tournée di Ron si è interrotta bruscamente quando un infortunio alla schiena ha reso difficile viaggiare. Ha aperto uno studio a casa sua e ha iniziato a comporre. Un anno e mezzo dopo completò un'intera sinfonia intitolata "The Journey" e ricevette una borsa di studio dalla New York Foundation of the Arts per terminare la colonna sonora dell'opera. "The Journey" è stato ascoltato dal regista David Gluck e Riddle ha scritto la sua prima colonna sonora per il cinema e la televisione.

## Filmografia

### Colonne sonore
- 2006 - Autonomia di una mente criminale
- 2008 - Turtle Dance
- 2009 - Truth and Consequence
- 2010 - Secrets of the Great Barrier Reef
- 2010 - Border Wars
- 2011 - Sepolti in casa

## Discografia

### Con i Blue Öyster Cult
- 1988 - Imaginos

#### Con gli Happy the Man
- 1978 - Crafty Hands

## Collaborazioni
- 1994 - Stu Hamm - Kings of Sleep
- 1997 - The Burns Sisters - Holiday Songs
- 1999 - Rick Monroe - Against The Grate
- 2005 - Gregory Fiske - Innocence Lost
- 2011 - Preacher Stone - Uncle Buck's Vittles